# Sirkka Sari
Sirkka Sari, ursprungligen Sirkka Linnéa Jahnsson, född 1 maj 1920 i Raivola, död 30 juli 1939 i Tavastehus, var en finsk skådespelare.

## Biografi
Sirkka Sari var dotter till skogsmästaren Ernst Jahnsson och dennes maka Anna. Hon växte upp i Raivola på Karelska näset och gick  i skola i Systerbäck. Därefter började Sari arbeta i en blomsterbutik nära teatern i Viborg. Hon upptäcktes av filmregissören Valentin Vaala och fick roll i filmen Niskavuoren naiset från 1938. Året därpå fick hon huvudrollen i Rikas tyttö.

## Dödsolyckan
Saris tredje film Rikas Tyttö var i det närmaste klar och filmteamet firade på hotell Aulanko i Karlberg i Tavastehus. Sari föreslog att de skulle gå upp på det platta taket och beundra den vackra utsikten över landskapet. Där fanns en skorsten med en stege till toppen. Sari trodde det var ett observationstorn och klättrade upp, ramlade ner i skorstenen och dog omedelbart i eldstaden.

## Filmografi
- 1938 – Niskavuoren naiset
- 1938 – Sysmäläinen
- 1939 – Rikas tyttö, (Rika flickor)